# Antonio Rafael de Menezes
Antonio Rafael de Menezes (Monteiro, 1927 — Recife, 14 de outubro de 2024), conhecido também pelo hipocorístico Professor Beza, foi um professor, escritor e político brasileiro.

## Biografia
Natural da cidade de Monteiro, na Paraíba, e morando no Recife desde os 13 anos de idade, Antonio Rafael de Menezes completou sua formação no Colégio Nóbrega.

## Formação universitária
Cursou o ensino superior em Farmácia e em Sociologia.

## Vida profissional
Professor universitário, nas disciplinas de Sociologia da Saúde e Sociologia da Educação, na UFPE, UPE e UNICAP, dedicou sua vida à educação, e tinha como lema a criação de bibliotecas nas comunidades recifenses. Criou 11 bibliotecas públicas e foi professor de mais de 25 mil alunos.
Na política, foi vereador do Recife de 1982 a 2000. Também foi Secretário de Educação do Recife.
Criou o Instituto Banco da Educação de Pernambuco - IBEPE e a Casa do Professor.
Criou, também, o Clarão do Saber, uma biblioteca sobre 4 rodas, para visitar as comunidades carentes.
Fundou a Academia Pernambucana de Educação, onde foi o primeiro presidente.

## Homenagens em vida
O professor Rafael de Menezes recebeu da Prefeitura do Recife, pelas mãos de seu prefeito Geraldo Júlio, em 2017, a comenda da Ordem do Mérito Capibaribe da Cidade do Recife, no grau Grã-Cruz.
Recebeu, também, o título de Cidadão do Recife em 2018, promulgado pela Câmara Municipal do Recife.
A Câmara Municipal de Monteiro, sua cidade-natal, publicou uma Moção de aplausos ao Professor Rafael, em 10 de agosto de 2023, proposta pelo vereador Cajó Menezes.

## Livros publicados
Ao longo de toda sua vida pública, de vereador e de professor, Antonio Rafael de Menezes publicou vários livros, sempre voltados para a educação.
- Brasiologia - 1973;
- Nostritude, o desafio jovem - 1977;
- Sociologia da saúde - 1978;
- Educação - a revolução que não foi feita - 1982;
- Recife vamos lutar - 1984;
- Poder pedagógico da polícia - 1988;
- O que de melhor eu li - 1988;
- Peço a palavra - 1993;
- Sociologia da saúde - 1995;
- Assim penso eu - 1996;
- As lentes do professor - 2002;
- A vocês que ainda ficam - 2007.